# Batwa de Echuya

Distrito de Kisoro en Uganda

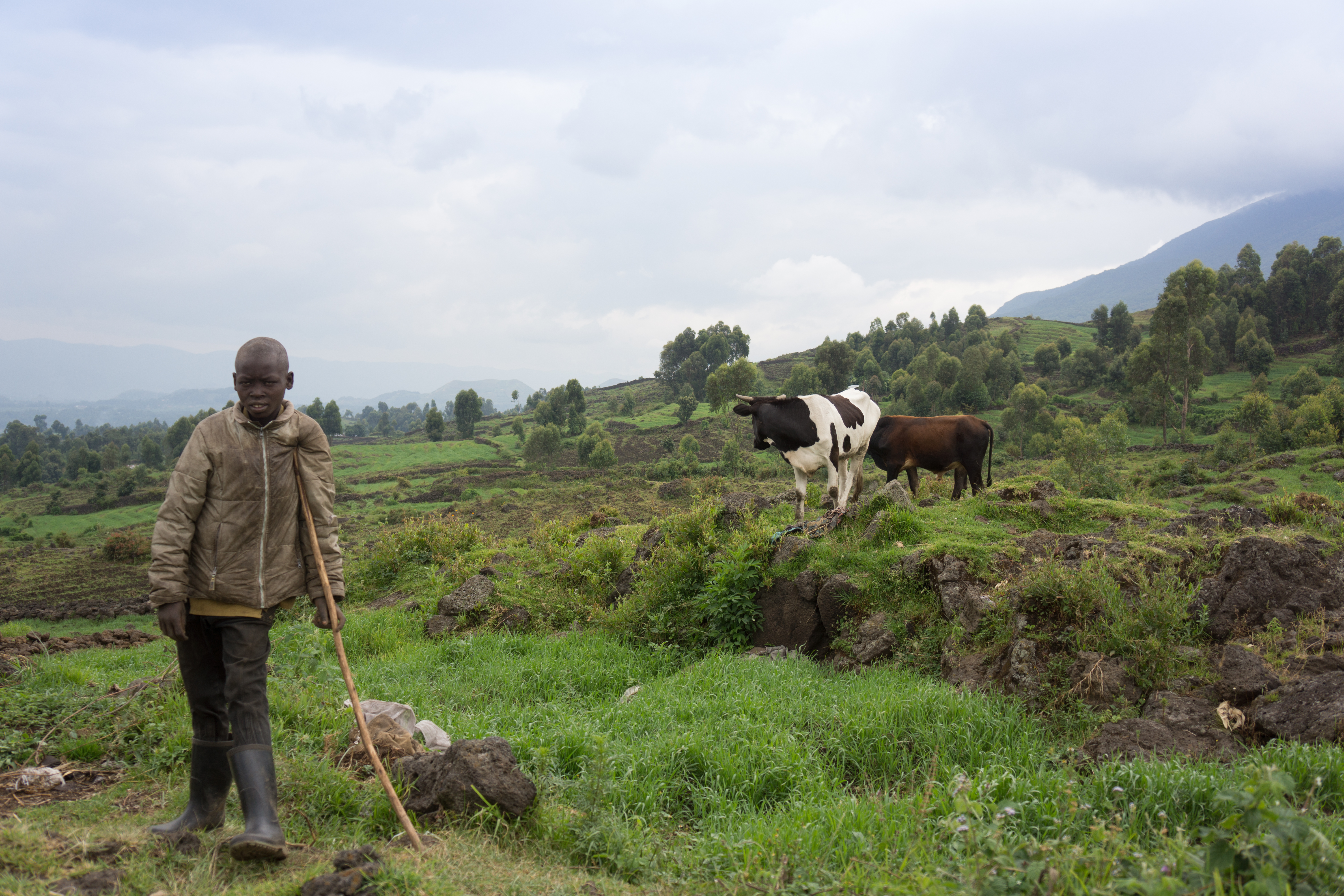
Niño batwa pastoreando ganado

Los Batwa de Echuya son un grupo étnico considerado en peligro de extinción. Son denominados también pigmeos. Viven en la Reserva Forestal Echuya, en los distritos de Kisoro y Kabale, en el suroeste de Uganda. Habitan en la región del Rift Albertino. Se cree que los batwa emigraron del bosque de Ituri, en la República Democrática del Congo, en busca de animales salvajes para cazar, de ahí el nombre Kisoro, que literalmente significa "el área ocupada por animales salvajes". Los batwa viven en pequeñas chozas construidas principalmente con palos y hierba.Su población es de unos 6.700 según una estimación de 2014 de la Oficina de Estadísticas de Uganda.

## Descripción general
"Originalmente los batwa eran cazadores-recolectores que vivían en los bosques de la región de los Grandes Lagos en África Central y son ampliamente considerados como los habitantes originales de la región.Cuando sus tierras y territorios forestales tradicionales cayeron bajo el control de las agroindustrias y los organismos de conservación, los batwa se convirtieron en ocupantes ilegales que vivían al margen de la sociedad. La creación de los parques nacionales de Bwindi y Mgahinga para los gorilas de montaña en 1991 permitió a las autoridades expulsar definitivamente a los batwa del bosque. Los batwa en Uganda sufren una discriminación sistemática y generalizada por parte del gobierno y otros sectores de la sociedad, y sus derechos como pueblos indígenas no son reconocidos ni respetados".

## Geografía
El pueblo Batwa vive en la parte suroccidental de Uganda, concretamente en los distritos de Bundibugyo, Kisoro, Kanungu, Kabale y Rubanda.

### Reserva Forestal Echuya
Echuya fue declarada reserva forestal en 1939.
La Reserva Forestal Echuya está ubicada en una zona densamente poblada, donde la tenencia promedio de tierra por hogar es de 0,8 ha y la densidad de población es de 353,9 personas por km² . Según el Censo Nacional de Población y Vivienda (2002), la población Batwa en Uganda era de 3.500 personas. Aparte de los batwa, el bosque está rodeado por los bakiga, los hutus y los tutsis, que constituyen un porcentaje mayor de la población. Los Batwa se refieren comúnmente a los Bakiga como Bairu. Los batwa comprenden aproximadamente el 5% de la población de la región (Plumptre et al. 2004). Sus hogares están dispersos en varios asentamientos en aldeas ubicadas adyacentes al bosque. Incluyen: Murubindi, Kashasha; Gitebe-Kanaba, Biizi-Rugeshi–Murora, Mukasaayi que comprende dos asentamientos, Karengyere-Rwamahano y Kinyarushengye.

## Demografía
Según las estimaciones de la Oficina de Estadísticas de Uganda de 2014, en Uganda hay aproximadamente 6.700 batwa, lo que representa el 0,2% de la población del país. Esta estimación es superior a la encontrada en el Censo Nacional de Población y Vivienda de 2002, que estimó su población en 3.500 habitantes.  

### Salud
En octubre de 2021, PBS Newshour informó que la población batwa en Uganda tiene una esperanza de vida de solo 28 años y que aproximadamente el 40% de los niños no sobreviven los cinco primeros años. Un médico ugandés dijo que la discriminación que enfrentan muchos batwa en la sociedad ugandesa ha dificultado que estos miembros tengan acceso a la atención médica. Los problemas de salud que enfrentan los batwa incluyen desnutrición, neumonía, infecciones del tracto respiratorio y VIH/sida.La adicción al alcohol también afecta a muchos batwa, particularmente a los hombres.

## Sustento económico
En un informe sobre el pueblo batwa publicado en octubre de 2021, un reportero de PBS Newshour calificó a los batwa como "uno de los habitantes más pobres de uno de los países más pobres del mundo". Las principales fuentes de ingresos de los batwa incluyen en la actualidad al sector turístico y el trabajo agrícola.
Muchos batwa tienen poca o ninguna educación formal, y solo aproximadamente el 10% de los niños batwa están matriculados en la escuela.

### Cuestiones de tierras
Tras la expulsión de muchos batwa de los bosques protegidos de Uganda en 1991 y la deforestación de gran parte de las tierras en las que viven, el modo de vida de muchos batwa ha cambiado significativamente. A menudo, esta expulsión se llevó a cabo sin consulta, consentimiento y compensación de la comunidad. Se recurrió a la violencia para obligar a los batwa a trasladarse, lo que con frecuencia implicó la destrucción de sus hogares y propiedades y la matanza de su ganado. Los primeros intentos de crear "zonas de usos múltiples" permitieron a los batwa vivir en áreas protegidas, pero no produjeron cambios materiales y se abandonaron rápidamente debido a lo que el Ministerio Cristiano Internacional Africano (AICM), una organización no gubernamental de Uganda, denominó "implementación defectuosa y discriminación institucional". Como resultado de ello, el pueblo batwa tiene pocas oportunidades económicas y enfrenta una alta tasa de pobreza.
Desde la expulsión de los batwa en 1991, el gobierno de Uganda ha introducido documentos legales que incluyen objetivos declarados para ayudar a los marginados del país, como los batwa. La acción afirmativa fue consagrada en la Cuarta Constitución de Uganda, y la Política Nacional de Tierras de 2013 destacó la necesidad de "reparar las injusticias históricas para proteger los derechos territoriales de los grupos y comunidades marginados por la historia o por motivos de género, religión, etnia y otras formas de vulnerabilidad para lograr un crecimiento equilibrado y la equidad social".Además, la Ley de Tierras de 1998 establece que el gobierno “reconocerá y protegerá el derecho a las tierras ancestrales de los grupos étnicos minoritarios” y “pagará una compensación pronta, adecuada y justa a los grupos étnicos minoritarios que sean desplazados de sus tierras ancestrales por acciones gubernamentales”. Esta última ley ha permitido a los batwa acceder y utilizar de forma limitada, al menos en teoría, sus tierras ancestrales.
A pesar de esta intención declarada por parte del gobierno ugandés, los batwa padecen lo que el AICM llama una “grave falta de tierras”. La Autoridad de Vida Silvestre de Uganda lanzó una iniciativa de corta duración para emplear a batwa locales para que sirvieran como guías turísticos  a distintos recursos como a la cueva de Garama, una atracción turística en su tierra ancestral. Sin embargo, la descartó en febrero de 2013 cuando un grupo de batwa envió una petición al Tribunal Constitucional de Uganda para obtener reparación por su exilio.
La Agencia Adventista de Desarrollo y Recursos Asistenciales, un grupo afiliado a la Iglesia Adventista del Séptimo Día, actualmente alquila parcelas de tierras agrícolas cercanas con el propósito de capacitar a los batwa locales en agricultura. Son pocos los batwa que poseen tierras, aunque éstas suelen tener menos de 1 acre (0,4 ha) por familia, son a menudo improductivas desde el punto de vista agrícola y están ubicadas en terrenos montañosos de difícil acceso cerca del bosque. La tierra se obtuvo de agencias de desarrollo como la Agencia Adventista de Desarrollo y Recursos Asistenciales, BMCT (Bwindi Mgahinga Conservation Trust) y AICM (Ministerio Cristiano Internacional Africano). Sin embargo, antes de la declaración de Echuya como reserva forestal del gobierno central, el bosque estaba muy invadido. Hasta ahora, algunas actividades como la caza salvaje, la recolección de miel, hongos, agua, bambú para hacer cestas, postes de construcción, fabricación de colmenas y leña son llevadas a cabo tanto por comunidades étnicas predominantemente batwa como por comunidades no batwa.  Muchos batwa cazan ilegalmente en el bosque debido a la falta de fuentes alternativas de proteínas. El bosque también es de importancia cultural para los Batwa, ya que allí ofrecen sacrificios religiosos a sus dioses. 

#### Acceso de los Batwa a los recursos forestales de Echuya
El Plan Maestro de Conservación de la Naturaleza Forestal (FNCMP) de Uganda (1999) respalda la Reserva Forestal Echuya como uno de los bosques que han sido seleccionados para la GFC (Gestión Forestal Colaborativa) que implica la participación de las comunidades locales, incluidos los Batwa, en la protección de los recursos, la gestión y la planificación de las reservas naturales. El FNCMP de 1999 se centra además en la utilización equitativa de los recursos forestales entre las comunidades adyacentes al bosque. Esto condujo a la formación de grupos CFM a nivel parroquial y de subcondado, que en su mayoría están dominados por otros pueblos no batwas que durante mucho tiempo han marginado a los batwa. Por lo tanto, los intereses de los Batwa no se vieron plenamente satisfechos cuando se ayudó a las comunidades a negociar, redactar y finalmente firmar acuerdos de MFC con la Autoridad Forestal Nacional.